# Короткий ум
«Коро́ткий ум» (фр. Courte Tête) — французская кинокомедия 1956 года режиссёра Норбера Карбано. В главных ролях — Луи де Фюнес, Жан Ришар и Фернанд Грави. Альтернативные названия фильма, под которым он выходил в прокат во Франции — «Сборщики мусора» («Les Ramasse-miettes») и в США — «Фотофиниш» (англ. Photo Finish).

## Сюжет
Мошенник Оливье Паркер нанимает мелкого торговца трубками Амедея, чтобы обмануть наивного провинциала Фердинанда Галиво, торговца курами. Переименованный в Тедди Мортона и ставший теперь жокеем, Амеде должен оседлать кобылу, на которую Фердинанд, по совету Паркера, должен сделать ставку. Абсолютно уверенный в своей мистификации, Паркер ставит на неудачника, который, конечно же, проигрывает, а Галиво в последний момент, поставив на аутсайдера, выигрывает целое состояние. Паркеру остается только найти другую жертву.

## В ролях
- Фернанд Грави — Оливье Паркер
- Мишель Да[фр.] — Лола д'Эрикур
- Жан Ришар — Фердинанд Галиво
- Жак Дюби[фр.] — Амедей Лукас
- Дэрри Коул[фр.] — портье в отеле «Лютеция»
- Юбер Дешом[фр.] — слуги «Gay Paris»
- Макс Револь — главный агент по крахмалу
- Робер Мурзо — портной; любитель скачек
- Жак Дюфильо — конюх
- Гарри-Макс — Сирил Мовуазен
- Паскаль Маццотти — хозяин гостиницы
- Анник Танги — танцовщица Мамбо
- Луи де Фюнес — отец Грациани, фальшивый монах
- Гай Бедос — Фред Кампуш
- Поль Бискилья — погонщик